# 真宗大谷派姫路船場別院本徳寺
真宗大谷派姫路船場別院本徳寺（しんしゅうおおたには ひめじせんばべついんほんとくじ）は、兵庫県姫路市地内町にある真宗大谷派の寺院である。同派の別院。真宗本廟（東本願寺）を本山と仰ぐ。山号は、「轉亀山」（てんきざん）。 本尊は、阿弥陀如来。「船場御坊」・「船場本徳寺」・「姫路御堂」とも。

## 概要
永正12年（1515年）、蓮如の門弟法専坊空善が飾磨郡英賀の英賀城下に本堂（英賀御堂）を開創したのを始まりとする。
天正8年（1580年）の羽柴秀吉の英賀城攻めに先立ち、秀吉に寄進された亀山本徳寺へ移される。
慶長7年（1602年）、本願寺は東西に分立。亀山本徳寺は姫路城に入った池田輝政治下で本願寺派に属する。
元和4年（1618年）、池田氏に代わって姫路城主となった本多忠政に大谷派再興を訴えて翌年認められ、忠政から寄進された池田組屋敷100間四方の現在地に本堂を建立、亀山本徳寺より分立する。
寛文3年（1663年）、東本願寺から別院の称号を付与され、その後本山との深い繋がりを保つこととなる。
享保3年（1718年）、現在の本堂を建立する。2回の火災や空襲で伽藍の一部を焼失したものの、本堂は現存する。
明治時代には、旧制姫路中学校（現在の兵庫県立姫路西高等学校）の前身である勧開中学校の設立（明治6年）や崇徳学校の設立（明治20年）に関わるなど、教育に力を入れる。
大正5年（1916年）には、今も続く船場御坊幼稚園を設置している。
明治天皇行幸時の休憩所である行在所(あんざいしょ)が本堂北西に現存する。
第一次世界大戦参戦時には、ドイツ軍捕虜の収容所として境内が使用された。現在も本堂西に当時の捕虜が作った「望郷塚」が残る。
2006年（平成18年）3月24日、姫路市により本堂、表門、鐘楼、大玄関の4棟が文化財指定される。
2011年（平成23年）6月4日、行在所を曳家で移動させる工事が行われた。

## 周辺
- 船場川
- 姫路市立船場小学校
- 姫路船場郵便局

## アクセス
- 神姫バス・姫路市営バス 花影町バス停（西行きのみ）下車、南東へ200m。
- 神姫バス・姫路市営バス 元町3丁目バス停（東行きのみ）下車、北東へ200m。